# Robert Stannard
Robert Stannard (Sídney, 16 de septiembre de 1998) es un ciclista profesional australiano que desde 2024 corre para el equipo Team Bahrain Victorious. Corrió bajo nacionalidad neozelandesa hasta 2016, y desde el 1 de enero de 2017 lo hace como australiano.
En agosto de 2023 fue suspendido de manera provisional por haber incumplido las normas antidopaje en 2018 y 2019. Fue sancionado con cuatro años de manera retroactiva a 2018, por lo que pudo continuar compitiendo con efecto inmediato y un año después de su suspensión firmó por el Team Bahrain Victorious.

## Palmarés
2017
- Gravel and Tar Classic
- 1 etapa del Rhône-Alpes Isère Tour

2018
- Giro del Belvedere[3]
- 1 etapa del Tour de Bretaña
- 1 etapa del Giro Ciclistico d'Italia
- Gran Premio Sportivi di Poggiana[4]
- Piccolo Giro de Lombardía

2022
- Tour de Valonia

## Resultados en Grandes Vueltas y Campeonatos del Mundo
| Carrera         | Carrera         | 2017 | 2018 | 2019 | 2020 | 2021  | 2022 | 2023 | 2024 | 2025  |
| --------------- | --------------- | ---- | ---- | ---- | ---- | ----- | ---- | ---- | ---- | ----- |
|                 | Giro de Italia  | —    | —    | —    | —    | —     | —    | —    | —    | —     |
|                 | Tour de Francia | —    | —    | —    | —    | —     | —    | —    | —    | 123.º |
|                 | Vuelta a España | —    | —    | —    | 76.º | 119.º | 81.º | —    | —    | —     |
| Mundial en Ruta | Mundial en Ruta | —    | —    | —    | —    | Ab.   | —    | —    | —    | —     |

—: no participa
Ab.: abandono